# PlayStation App
Die PlayStation App ist eine von Sony Interactive Entertainment entwickelte Softwareanwendung für iOS- und Android-Geräte. Sie fungiert als Begleit-App für PlayStation-Videospielkonsolen und bietet Zugriff auf die Community-Funktionen des PlayStation Network.

## Funktionen
Die Anwendung ermöglicht es den Benutzern:
- Sehen, welche Freunde online sind und was sie gerade spielen.
- Benachrichtigungen, Spielwarnungen und Einladungen zu erhalten.
- das PSN-Profil anzupassen.
- Fortschritte anzusehen und Trophäen zu vergleichen.
- Über die neuesten Aktivitäten von Freunden und anderen Spielern auf dem Laufenden bleiben
- Spiele aus dem PlayStation Store auf die Konsole herunterzuladen

## Geschichte
Die App wurde erstmals am 11. Januar 2011 exklusiv in Europa eingeführt und bot Zugang zu PSN-Trophäen und -Freunden sowie zum PS-Blog und Informationen über kommende Spiele.
Mit der Einführung der PS4 in Nordamerika am 15. November 2013 wurde die App überarbeitet und weltweit verfügbar. Version 1.70 wurde am 30. April 2014 veröffentlicht und fügte Benachrichtigungen, Links für Freundschaftsanfragen und benutzerdefinierte Profilbilder hinzu. Version 2.00 wurde am 27. Oktober 2014 veröffentlicht und fügte Tablet-Unterstützung hinzu. Version 2.50 wurde am 26. März 2015 veröffentlicht und fügte Optionen für die Barrierefreiheit hinzu. Version 3.00 wurde am 30. September 2015 veröffentlicht und fügte Ereignisse und Gastanmeldung hinzu. Version 3.10 fügte die Möglichkeit hinzu, verifizierten Spielern zu folgen, und der Messaging-Teil wurde in eine eigene App ausgegliedert. Mit Version 3.50 wurde die Möglichkeit hinzugefügt, Events zu erstellen. Mit Version 4.00 konnten Benutzer ihren PSN-Avatar direkt in der App ändern. Eine neue App, PlayStation Communities, wurde am 29. November 2016 veröffentlicht.
Am 7. November 2017 wurde die PlayStation App komplett neu gestaltet und die Ladezeiten verbessert. Die Second-Screen-Funktionalität wurde in eine eigene App ausgegliedert und die Möglichkeit, Live-Übertragungen anzusehen und Trophäenlisten mit einer Abschlussrate von 0 % zu entfernen, wurde entfernt.
Am 28. Oktober 2020 wurde die PlayStation App noch einmal komplett überarbeitet, mit Optionen zum Starten von Spielen aus der Ferne und zur Verwaltung des Speichers der verbundenen Konsole. Man kann Spiele kaufen und direkt auf die PS5 und PS4 herunterladen.
Mit dem Telefon können Party-Gruppen erstellt werden und mit bis zu 15 anderen Personen per Voice-Chat kommuniziert werden. PS Messages ist auch wieder in die PlayStation App integriert.
Anstelle der alten Webansicht hat Sony einen vollständig nativen PlayStation Store hinzugefügt, sodass das Einkaufen und der Ferndownload von Spielen auf deine PS5 und PS4 viel einfacher sein sollte. Eine aktualisierte allgemeine Benutzeroberfläche bietet einen schnelleren Überblick darüber, was Freunde spielen, sowie über ihre eigenen Spiele, die kürzlich gespielt wurden.